# The Ashland
The Ashland, auch 250 Ashland Place, ist ein 173 m hoher Wolkenkratzer mit gemischter Nutzung im Stadtbezirk Brooklyn in New York City, Vereinigte Staaten. Mit Stand 2024 ist er das zehnthöchste Gebäude in Brooklyn.

## Beschreibung
Das Gebäude befindet sich im Stadtteil Fort Greene im Brooklyner Cultural District an der Hauptgeschäftsstraße Fulton Street zwischen Rockwell Place und Ashland Place. Direktes Nachbargebäude ist das Theatre for a New Audience (Polonsky Shakespeare Center). Entlang der Fulton Street gelangt man westwärts nach wenigen Metern in das Zentrum von Downtown Brooklyn. Zwei Blocks südlich liegen der Bahnhof Atlantic Terminal der Long Island Rail Road (LIRR), der U-Bahn-Knoten Atlantic Avenue–Barclays Center und die Multifunktionsarena Barclays Center.
The Ashland wurde vom Architekturbüro FXFOWLE Architects entworfen und von 2014 bis 2016 erbaut. Bauherr und Eigentümer ist die Gotham Organization. Der Wolkenkratzer ist 173,1 Meter (568 Fuß) hoch und hat 52 Etagen. Das Gebäude hat einen mehrgeschossigen verglasten Sockel mit begrünter Dachterrasse. Hier befinden sich Büroeinheiten, Einzelhandel und Freizeiteinrichtungen. Darüber erhebt sich der Turm mit einer beigen und braunen Ziegelsteinfassade an drei Seiten sowie raumhohen Fensterflächen. Die Fassade der Nordseite hat eine Glasfassade. Die Gebäudekrone besitzt einige Rücksprünge mit Dachterrassen und wird nachts von zahlreichen schmalen vertikal angeordneten Leuchtmitteln beleuchtet. Der Wohnturm beherbergt 586 Mietwohnungen, darunter 282 mit Mietminderung für niedrigere Einkommen. Das Erdgeschoss wird überwiegend vom „Gotham Market At The Ashland“ eingenommen. Hier befinden sich vielfältige Shops und Gastronomie, darunter einheimische und bolivianische Küche, Cocktailbar und Frühstück-Shop. Seinen Bewohnern bietet The Ashland unter anderem eine rund um die Uhr besetzte Lobby, ein Fitnesscenter, ein Kinderspielzimmer, eine Lounge, einen Concierge, einen Grillplatz, eine Wäscherei und einen Fahrradraum. Die offizielle Adresse lautet „250 Ashland Place“.
Die nächstgelegene U-Bahn-Station der New York City Subway ist ein Block westlich die Station Nevins Street in der Flatbush Avenue. Hier verkehren die Linien .

## Ansichten

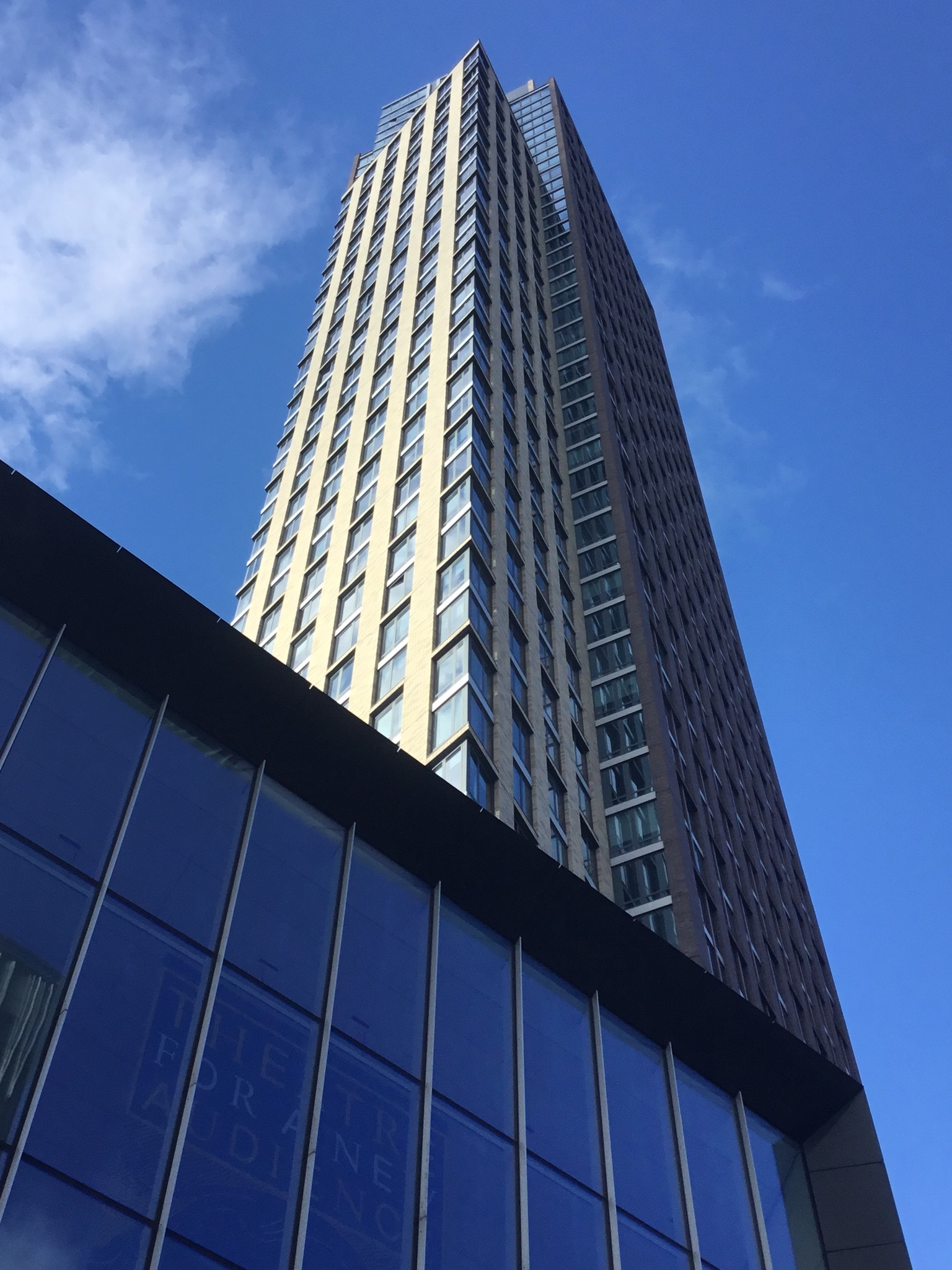
The Ashland im Jahr 2022
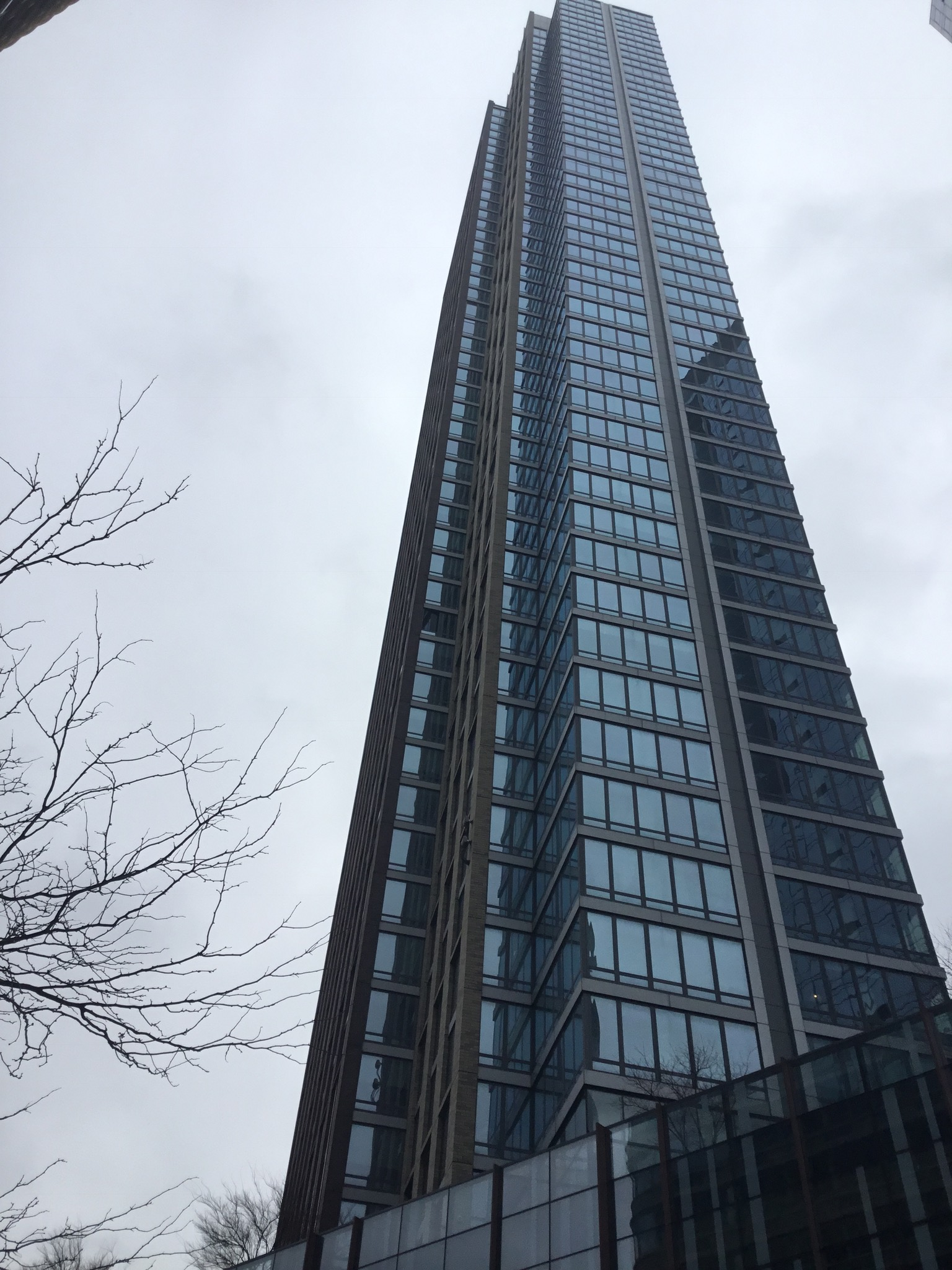
Die verglaste Nordfassade am 20. Januar 2023
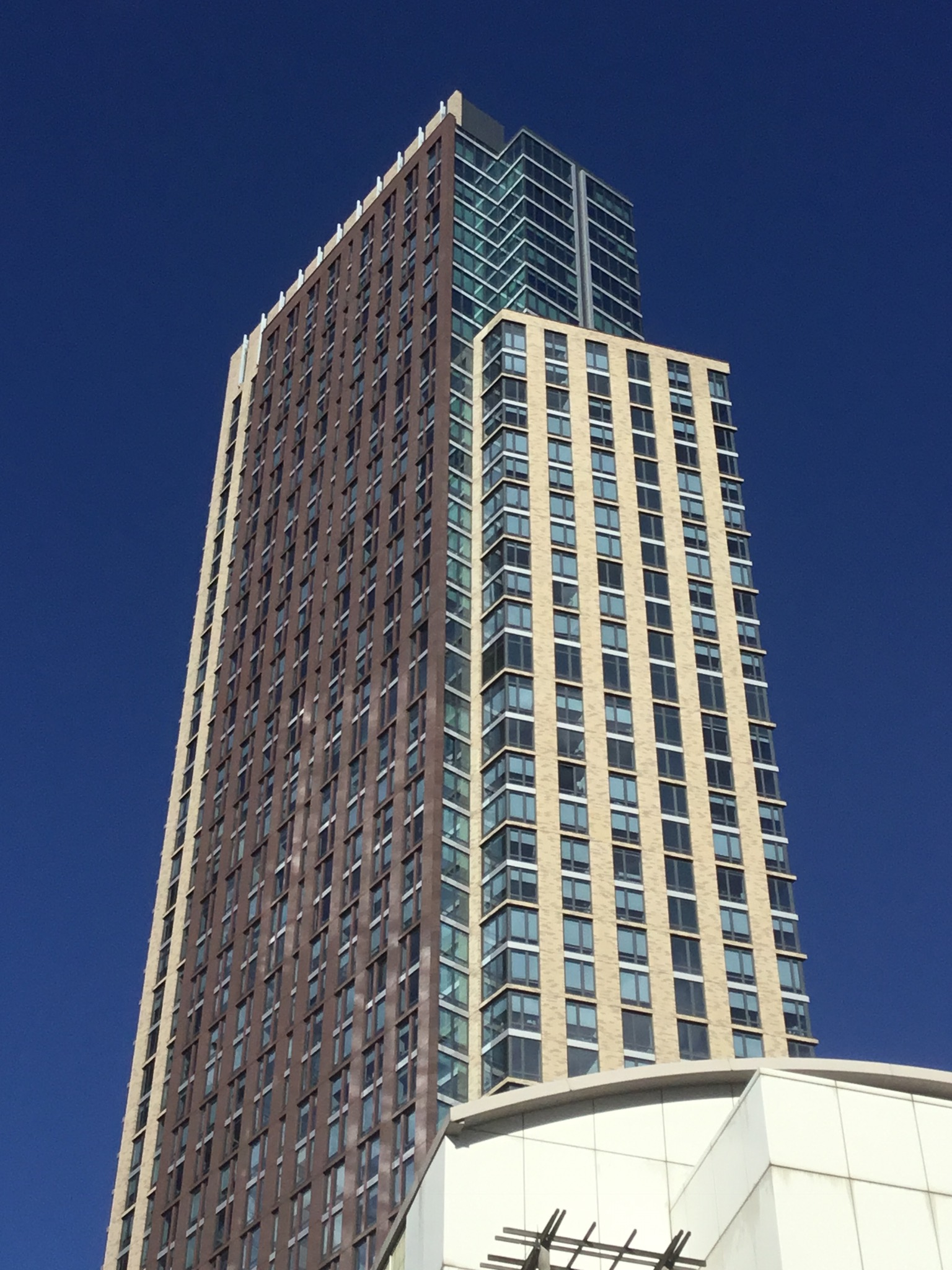
Blick auf die braune und beige Ziegelsteinfassade (2022)